# Hulusi Behçet
Hulusi Behçet (* 20. Februar 1889 in Istanbul; † 8. März 1948 ebenda) war ein türkischer Dermatologe und der Namensvater des Morbus Behçet.

## Biografie
Behçet schloss 1910 sein Medizinstudium an der Medizinischen Akademie von Gülhane in Istanbul ab und arbeitete in der dermatologischen Klinik der Akademie, bis er im Juli 1914 zum Militärkrankenhaus in Kırklareli als Vize-Chefarzt berufen wurde. Während des Ersten Weltkrieges arbeitete er im Militärkrankenhaus in Edirne als Dermatologe. Zum Ende des Krieges arbeitete er zuerst in Budapest (August 1918), später dann in der Charité in Berlin. Er kehrte im Oktober 1919 wieder in das Osmanische Reich zurück.
Nachdem er eine Weile selbstständig gearbeitet hatte, wurde er 1923 zuerst als Chefarzt ins Hasköy Krankenhaus für Geschlechtskrankheiten und sechs Monate später als Oberarzt in die dermatologische Klinik des Guraba-Krankenhauses berufen. Nach der Universitätsreform von 1933 wurde er als Professor in die Klinik für Dermatologie und Syphilis berufen. Er war die erste Person in der türkischen Akademie nach der Reform, die einen Professortitel erhielt. Durch seine Arbeiten über den Morbus Behçet wurde er international bekannt. 1939 wurde er Ordinarius an der Fakultät für Medizin der Universität Istanbul.

## Wirkung
In 1920er Jahren arbeitete Behçet an der Hautleishmaniose und definierte zudem eine Art der Akaridose, die von der Milbenart Pediculoides ventricosus verursacht wird. Er kategorisierte die Arten der Milben.
In 1930er Jahren arbeitete er an der von Feigen verursachten phototoxischen Dermatitis. Auf internationalen Kongressen machte er diese Art der Dermatitis, die auf dem Balkan und in Westanatolien unter den Menschen, die in der Landwirtschaft arbeiten, verbreitet war, auch im Westen bekannt. Über sie veröffentlichte er viele wissenschaftliche Artikel. Mit diesen Veröffentlichungen wurde er international bekannt und in die Redaktionen internationaler wissenschaftlicher Fachzeitschriften eingeladen, wie z. B. die der Dermatologischen Wochenzeitschrift und Medizinischen Welt.
1937 beschrieb er als einer der ersten eine Krankheit, für die orale und genitale Aphthen und Eiteransammlungen in der vorderen Augenkammer charakteristisch sind. Diese Krankheit wurde 1947 im medizinischen Kongress in Genf nach dem Vorschlag von Prof. Mischner als Morbus Behçet benannt.